# Technologické centrum Písek

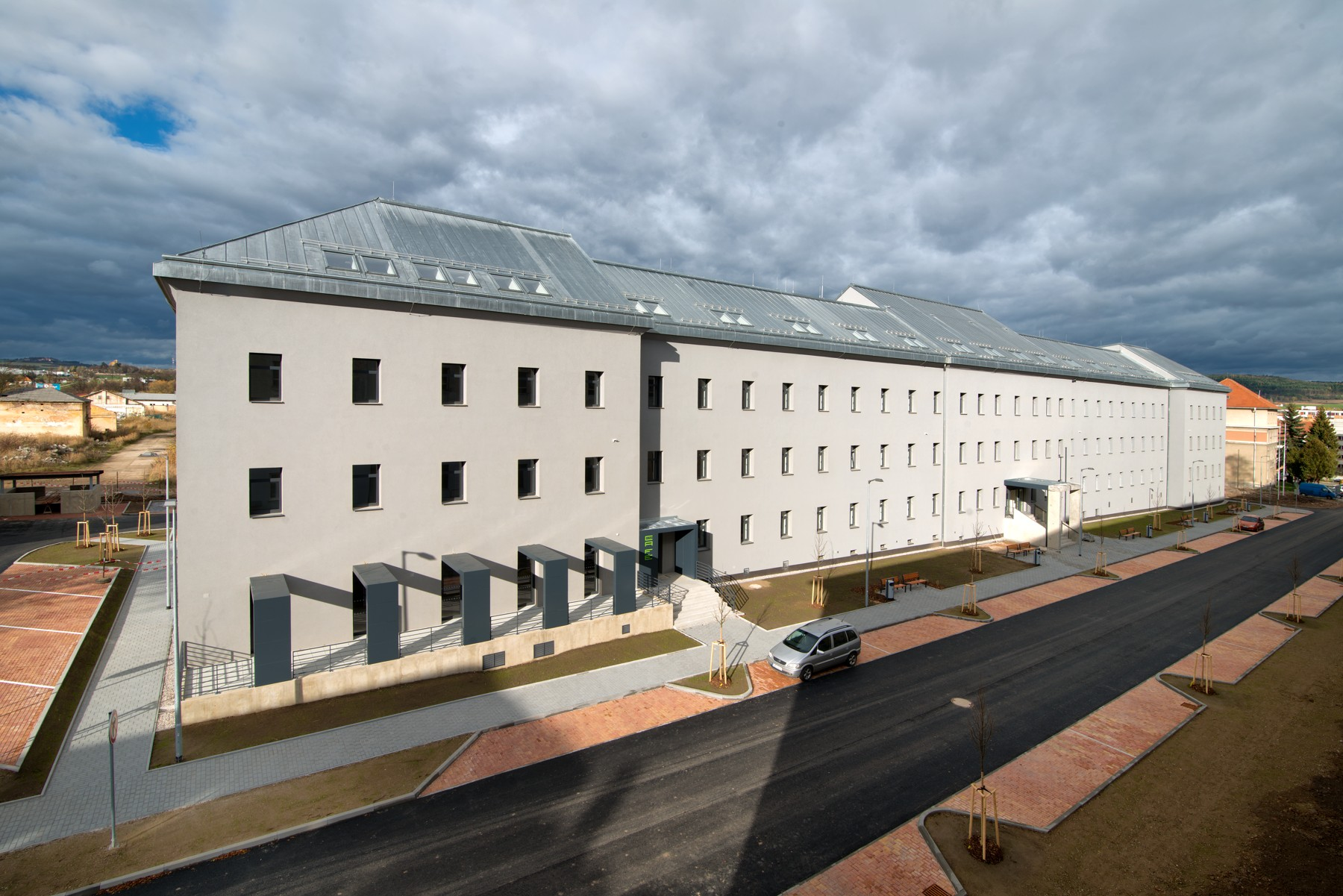
Budova TCP

Technologické centrum Písek (TCP) je datové centrum, kancelářský a konferenční komplex sídlící od roku 2013 v objektu někdejších Žižkových kasáren v Písku. Slouží pro realizaci výzkumných, vývojových, inovativních a komerčních aktivit v oblasti informačních a komunikačních technologií.

## Významné milníky společnosti
- 2007 – 15. července byla založena společnost Technologické centrum Písek s.r.o.
- 2010 – Začala rekonstrukce Žižkových kasáren. 8. března bylo podepsáno rozhodnutí o poskytnutí dotace č. 5.1 PP03/082 z Evropského fondu pro regionální rozvoj a státního rozpočtu ČR v rámci Operačního programu Podnikání a inovace spravovaného agenturou CzechInvest.
- 2013 – Byla dokončena rekonstrukce Žižkových kasáren, společnost se přestěhovala do nového sídla.
- 2014 – TCP získalo certifikáty ISO pro různé systémy managementu kvality. Z jednotlivých specializovaných oddělení TCP vznikly samostatné firmy, které dále pokračují v činnostech zahájených v rámci původní společnosti.
- 2015 – TCP získalo několik ocenění – za kvalitní rekonstrukci budovy a za vzornou přeshraniční spolupráci. Společnost se stala jedním ze zakládajících členů národní platformy Czech Smart City Cluster.
- 2016 – TCP se stalo členem Sdružení vědeckotechnických parků ČR. Edukační centrum Vysoké školy logistiky zahajuje provoz v TCP prvním ročníkem bakalářského studia oboru Dopravní logistika.